# Red de parada
Las redes de parada son tipos de redes estáticas para la pesca junto a la orilla del mar.
En algunos países que baña el Océano, especialmente donde el flujo y reflujo deja descubiertas grandes y dilatadas playas, se forman ciertas armazones de red de bastante extensión bajo diversas figuras angulares, semicirculares y otras a este tenor, mediante el apoyo de gruesas estacas y largas pértigas capaces de darlas toda la resistencia que deben tener para soportar el empuje o corriente de la subida y bajada de las mareas y coger peces de varias especies. 
Los pescadores aprovechando el término de la bajamar, forman de telas de red las dos dilatadas alas o líneas las cuales sostenidas verticalmente de trecho a trecho por medio de las altas estacas  a la manera que las Estacadas, Cañales y cierto género de Corrales vienen a reunirse en la boca de la nasa.
Esta boca la forma una vara bastante gruesa y flexible cuyos dos extremos o puntas se clavan en la arena con firmeza, de lo que resulta un arco o semicírculo. De los extremos de las mismas dos líneas de red, se compone la primera garganta de la Nasa, cuya armazón contiene sucesivamente otras tres gargantas o tragaderos a consecuencia de los tres aros que también son de varas correosas y gruesas a proporción.
Esta multiplicidad de entradas en una propia nasa sería excusada si el saco que la constituye fuese igualmente redondo y no de figura cónica porque entonces, los aros que la ahuecan y sostienen deberían ser iguales y para la figura que presentan, son de menor a mayor diámetro.
Por la misma razón, las gargantas deben seguir el propio orden según la rigurosa figura del arte, que exige semejante disposición para coger peces de diversos tamaños sin que escape ninguno. Por esta causa, la primera garganta de la boca de la Nasa es mayor que la segunda y así sucesivamente. Por la garganta de la boca como parte la más ancha y espaciosa entran peces grandes, medianos y pequeños. Los primeros no pueden absolutamente volver a salir; de los medianos, no es difícil escapen algunos, pero los pequeños no tienen dificultad en retroceder y huir todos.
De esto se deduce, que en rigor los peces que verdaderamente quedan aprisionados son los más grandes, encerrándose ellos mismos en el espacio intermedio sin que se pueda contar seguramente con los de menor tamaño. Como todos los peces siguen regularmente la corriente de la marea, sucede que al bajar pasan sin violencia entrando por la segunda garganta, de que resulta, que siendo menos ancha que la primera, los medianos ya no pueden salir de aquella prisión. Lo propio progresivamente acaece con los que son menos que medianos y aun con los bastante pequeños, que sin apercibirse pasan o entran por la tercera y por la última garganta, de donde tampoco pueden salirse, de modo que se llena el saco y consiguen los pescadores con estas nasas por la multiplicación de gargantas, queden aprisionados los peces de todos tamaños en las diversas separaciones de que constan.
Para que nunca aflojen las gargantas interiores de la nasa a pesar de las olas que suscita el viento procuran asegurar la constante tirantez del todo del arte. Al efecto lijan en la arena la estaca a la cual atan fuertemente, con la distancia que permite su largo, los dos cabos procedentes del extremo del saco uno en la parte superior y otro en la inferior  con lo que se halla completamente armada esta pesquera.
Cuando la marea ha bajado de modo que queda descubierto el terreno, acuden a reconocer la nasa para extraer el pescado, que conducen a vender a la población y dejando otra vez armados sus artes, esperan que el mar vuelva a cubrirlos para lograr igual cosecha.

## Otras redes de parada
Además de esta armazón, que como se ha dicho, viene a ser por su término una especie de Estacada o bien a modo de un Corral angular todo de red de que se hace bastante uso donde la marea sube muchos pies, ocupando el agua salada enormes distancias en los terrenos bajos o de mucha llanura, se utilizan los pescadores con otras Redes de parada, de manera que se han multiplicado las invenciones de esta especie y con extensión tan voluminosa.

### Mangas de red
Tales son las grandes Mangas de red que colocadas en hileras y sostenidas con largas y gruesas pértigas, forman una especie de pared, en las que se coge abundancia de peces apenas se verifica la vaciante. Es constante que estas armazones son costosas por su volumen y necesitan tener toda la firmeza que exige el empuje de la corriente alternativa del flujo y reflujo; el embate de las olas agitadas por el viento cuando la pleamar y aun también el que conviene a contrastar el impulso del viento mismo cuando están sin que el agua las cubra pero consiguen los pescadores un lucro que les compensa.
Por lo propio, además de valerse de pértigas, introducirlas mucho en el terreno asegurándolas con grandes y largas cuñas, apuntalan con otras pértigas no menos robustas la parte opuesta de las redes, para que sostengan con mayor firmeza el todo de la armazón con especialidad al subir la marea; pues como el cúmulo de aguas, que naturalmente trae halla mayor resistencia por aquella parte en la pared de redes que se le antepone, es necesario el contraste equivalente a resistir su impulso lo que no sucede con la vaciante, porque en ella las mangas se extienden en toda su longitud y el agua corre con más facilidad por entre las mallas, quedando detenidos los peces.

### Armazón compuesta
No es menos extraordinaria otra armazón de Redes de parada. Consiste en un todo compuesto por dos diferentes artes o pesqueras en el hecho de bajar la marea, mediante la línea recta intermediada de cuatro espacios o recintos circulares construida de estacas y ramas entretejidas a la manera que las alas de las Estacadas. Del mismo modo, las paredes de los mismos recintos, que no exceden de cuatro a cinco pies con la diferencia que unos son abiertos absolutamente y con efecto, sirven de Corrales donde se cogen bastantes peces, particularmente de los que llamamos de fondo o rastreros.
La disposición de estas armazones de pértigas en los recintos proporciona revestir con Redes toda su circunferencia las cuales al bajar la marea sirven para que en ellas queden enmalladas grandes cantidades de peces de los de entre aguas como sardinas, jureles, arenques y otros varios a cuyo efecto contribuye mucho la especie de pared recta y revestida de las mismas Redes que procede desde el recinto a unirse con la embocadura o entrada imitación de la Cola de una Almadraba, para que los peces que no entraron en el primero, se hallen imperceptiblemente dirigidos a encerrarse en el segundo.
Merece asimismo atención la Red de parada circunscribiendo a un gran espacio circular de estacas y pértigas los cuatro recintos en que está dividida la pesquera anterior. Es fácil a cualquiera imitarla tomando el terreno que convenga en playa que ha de cubrir la marea y formando una gran porción de círculo con estacas de cinco a seis pies de largo con las tres diferencias que aunque partes continuas de la propia línea, constan de pértigas muy altas, cuidando de rematar los extremos uno en figura cuadrada y otro espiral, revestido todo de Redes conforme la altura de cada parte.

### La red más sencilla
De cuantas Redes de Parada se acaban de explicar la más sencilla es la que conforma una pared vertical recta (aunque en verdad la pesca que produce suele ser de Rayas, y otros de su especie) la primera mas no obstante regularmente siempre recompensa el trabajo del pescador.
Solo tiene de alto por lo común braza y media, lo más, dos brazas pero en su largo es todo cuanto quiere darla el pescador: se dispone en forma casi de media luna sostenida de algunas estacas hacia el centro conforme el número que convenga a fortalecer aquella parte, para que permanezca firme en la creciente y menguante de las aguas y el remanente o brazos de Red de uno y otro lado como se dejan sin estacas. Porque a pesar de que cuando sube el mar, la misma corriente de las aguas con la cual también suben los peces las incline hacia el centro de la armazón, al bajar la marea se halla abolsada y de esta manera sirve de obstáculo para que los que entraron en el recinto no puedan continuar su vuelta.
Por eso, de toda la orilla superior de la Red salen unos cordelillos, que cada uno está atado a una piedra y a este tenor los demás. Asegurada la Red por su orilla inferior, como lo están las de éstas y otras semejantes pesqueras, con grandes piedras y por otra parte sostenida por toda su extensión con los cordelillos referidos, resulta que el cúmulo de aguas de la vaciante haciendo su natural empuje, sea causa de que se ensanche y abolse, de suerte que los peces quedan oprimidos por la corriente contra la misma Red y los que quieren dirigirse a escapar por los lados, encuentran la dificultad de los abolsamientos imperfectos o desiguales en que generalmente se enredan y al quedar poco de marea, son presa de los pescadores.